# Eugene (Oregon)
Eugene (kiejtése: [juːˈdʒiːn]) az Amerikai Egyesült Államok északnyugati részén, Oregon állam Lane megyéjében, a McKenzie és Willamette folyók találkozásánál, a nyugati parttól 80 km-re helyezkedik el.
A 2010. évi népszámlálási adatok alapján a városnak 156 185 lakója van, ezzel Oregon harmadik legnépesebb városa Portland és Salem után. Az Eugene-Springfield agglomeráció az USA 146., és Oregon harmadik legnagyobbja Portland és Salem után. A város teljes területe 113,29 km², ebből 0,05 km² vízi.
A városban helyezkedik el az Oregoni Egyetem és a Lane Közösségi Főiskola. A várost kedvelik a természeti szépségei miatt, valamint a sportok (kerékpár, kajak, futás, jogging és vadvízi evezés) szerelmeseinek, valamint a művészetek rajongóinak is népszerű helye. A Nike is Eugene-ből indult. 2021-ben a város ad otthont az atlétikai világbajnokságnak.

## Történet

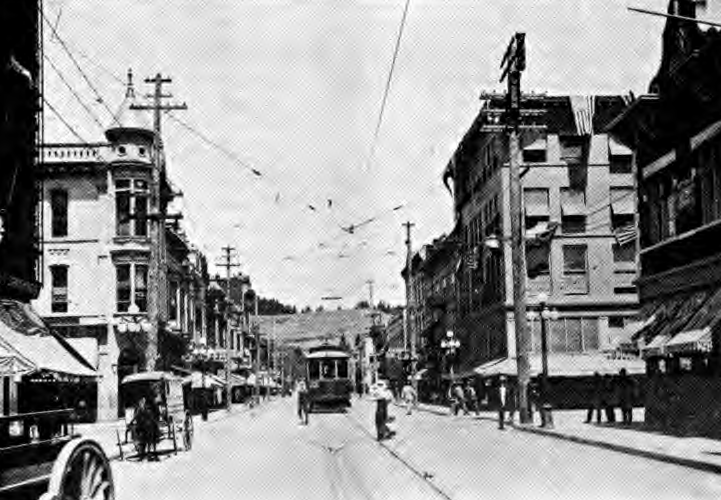
A Willamette Street 1920 körül

Eugene nevét alapítójáról, Eugene Skinnerről kapta. 1889-ig Eugene Citynek hívták. Az első kunyhót Skinner emelte; előbb kereskedőpontként, 1850. január 8-tól pedig postahivatalként működött. A várost ekkor Skinner's Mudhole-nak hívták. 1853-ban áthelyezték, és Eugene City-nek nevezték el. Hivatalosan városi rangot 1862-ben kapott. A mai Ferry Street híd helyén Skinner komphajókat üzemeltetett a Willamette-folyón.
Az első oktatási intézmény a Columbia Főiskola volt, melyet néhány évvel az Oregoni Egyetem előtt alapítottak. Előbbinél négy év alatt két komoly tűzeset is történt; a második tűz után már nem állították helyre. A főiskola a mai College Hill kerület területén helyezkedett el; itt ma már nem működik felsőoktatási intézmény.
A város az Oregoni Egyetem kezdeti finanszírozását megnövelte abban a reményben, hogy komoly oktatási központtá válhatnak. Az Oregoni Törvényszék állami intézményként nyilvántartásába vette az egyetemet. Eugene a szomszédos Albanyval szemben került ki győztesként az egyetem felépítéséért zajló harcban. 1873-ban J.H.D. Henderson az egyetemnek ajándékozta a város feletti dombtetőt.
Az Oregoni Egyetem 1876-ban, az első tisztségviselők megválasztása után nyílott meg. Első rektora John Wesley Johnson lett. Első hallgatói 1876. október 16-án iratkoztak be. Az első épületet 1877-ben fejezték be; nevét a Kormányzótanács első elnöke és a közösségi bíró, Matthew P. Deady után Deady Hallnak nevezték el.
A város nevét 1889-ben Eugene Cityről Eugene-re rövidítették. A város a 20. században gyorsan nőtt, leszámítva a kora 80-as éveket, amikor a faipar válsága magas munkanélküliséget eredményezett. 1985-re helyreállt a gazdaság, és nagyobb cégek is kezdtek megtelepedni.

## Földrajz és éghajlat

### Földrajz

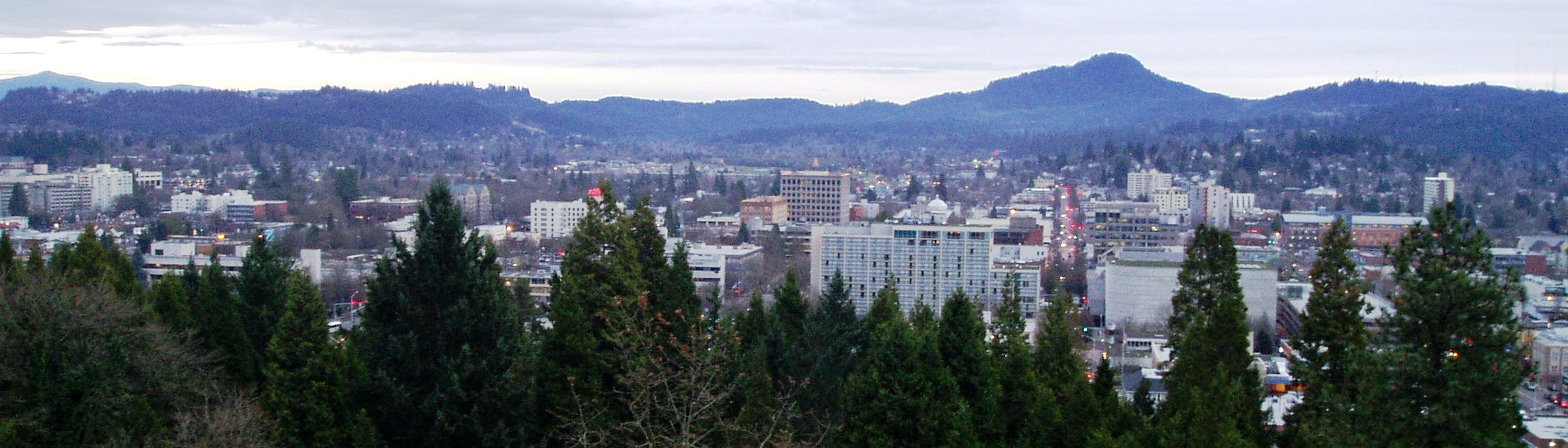
A Spencer-tanúhegy a város felől

A Népszámlálási Hivatal adatai alapján a város területe 113,29 km², melyből 113,23 km² szárazföldi, 0,05 km² pedig vízi. A város tengerszint feletti magassága 131,1 méter.
A belvárostól északra található a Skinner-tanúhegy. A várostól északkeletre találhatók a Coburg-hegyek. A Spencer-tanúhegy a déli oldal látványossága. Eugene-től délkeletre fekszik a Pisgah-hegy; itt található a Mount Pisgah Arboretum és a Howard Buford Recreation Area. Délen, keleten és nyugaton a várost hegylábak és erdők veszik körbe, míg északon a Willamette-völgy farmjai fekszenek.
Eugene-et és a szomszédos Springfieldet is keresztezik a Willamette- és McKenzie-folyók. Másik fontos vízfolyás az Amazon-patak, amely a Spencer-tanúhegyen ered. A patak a város nyugati felén a Fern Ridge-tóba torkollik, melyet télvíz idején a hadsereg szabályoz. Az Eugene Yacht Club a nyári hónapokban a tavon vitorlásokat és vitorlásiskolát működtet.

#### Kerületek
A városnak 23 kerülete van:
| - Amazon - Bethel - Cal Young - Churchill | - Crest Drive - Downtown - Fairmount - Far West | - Friendly - Goodpasture Island - Harlow - Industrial Corridor | - Jefferson Westside - Laurel Hill Valley - Northeast - River Road | - Santa Clara (és Irving) - South University - Southeast - Spencer Butte | - Trainsong - West Eugene - West University - Whiteaker |

### Éghajlat

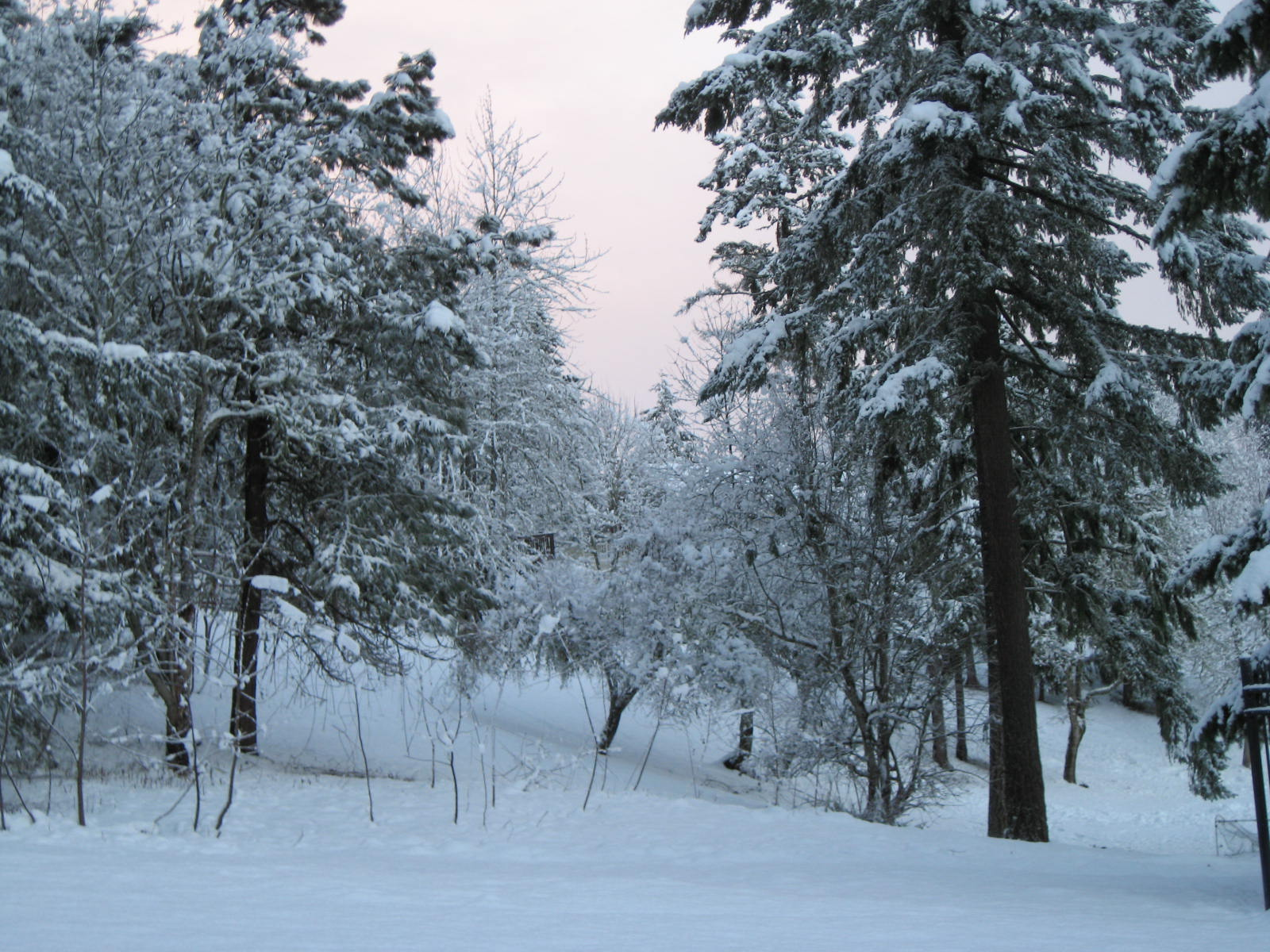
A 2008 januári havazás

A Willamette-völgy többi részéhez hasonlóan a város éghajlata nyugati parti tengeri, mediterrán jellemzőkkel. A Köppen-skála szerint éghajlata hideg nyári mediterrán. A nyarak melegek és szárazak, a telek pedig hidegek és csapadékosak. A tavaszok és őszök szintén nedvesek, hosszan tartó, szemerkélő esővel. A havazás szórványos és ritkán esik nagyobb mennyiség: a havi átlagos mennyiség 127 mm, a medián mennyiség pedig 0 mm. A valaha volt legnagyobb mennyiség a délnyugati áramlatok hatására 1969 januárjának végén esett, 910 mm hullt le. A márciusi rekord 200 mm volt, ezt 2012-ben mérték.
A legmelegebb hónapok július és augusztus, 28,8 °C körüli maximum átlaghőmérséklettel. Évente átlagosan 15 nap van melegebb 32,2 °C-nál. A leghidegebb hónap december, a napközbeni maximum átlaghőmérséklet 7–8 °C körüli, az éjszakai átlag pedig általában fagypont körüli, vagy az alatti. A minimum átlaghőmérséklet évente 54, a maximum pedig 3 nap nem éri el a fagypontot.
Az átlagos éves hőmérséklet 11,2 °C, az átlagos csapadékmennyiség pedig 1 290 mm. A város némileg hidegebb Portlandnél. Annak ellenére, hogy mindössze 160 km-re délre, és csak kicsivel magasabban helyezkedik el, éghajlata sokkal inkább kontinentális; ennek köszönhetően sokkal kevésbé van kitéve az óceán Columbia-folyón át érvényesülő hatásainak. Az augusztusi minimum átlaghőmérséklet 10,4 °C, míg Portlandé 13,8. A téli átlag-, és nyári maximum átlaghőmérséklet hasonlóan alakul. Ezt valószínűleg Portland városi hősziget jellege okozza, jóval több betonburkolattal és nagyobb energiafelhasználással; ez jelentősen növeli az éjszakai hőmérsékletet is. Ilyen hősziget Eugene-ban a belváros közepén található.
A hidegrekord 1972. december 8-án -24 °C-kal, a melegrekord pedig 1981 augusztus 9-én, 42 °C-kal dőlt meg.
| Hónap                                                                   | Jan.  | Feb.  | Már. | Ápr. | Máj. | Jún. | Júl. | Aug. | Szep. | Okt. | Nov.  | Dec.  | Év    |
| ----------------------------------------------------------------------- | ----- | ----- | ---- | ---- | ---- | ---- | ---- | ---- | ----- | ---- | ----- | ----- | ----- |
| Rekord max. hőmérséklet (°C)                                            | 21,0  | 26,0  | 27,0 | 32,0 | 35,0 | 39,0 | 41,0 | 42,0 | 39,0  | 34,0 | 24,0  | 20,0  | 42,0  |
| Átlagos max. hőmérséklet (°C)                                           | 8,4   | 10,6  | 13,4 | 16,0 | 19,4 | 22,9 | 27,9 | 28,2 | 24,9  | 17,9 | 11,2  | 7,6   | 17,4  |
| Átlaghőmérséklet (°C)                                                   | 4,9   | 6,2   | 8,2  | 10,2 | 13,0 | 15,9 | 19,4 | 19,5 | 16,7  | 11,6 | 7,2   | 4,4   | 11,5  |
| Átlagos min. hőmérséklet (°C)                                           | 1,4   | 1,7   | 3,0  | 4,3  | 6,6  | 8,8  | 10,9 | 10,8 | 8,5   | 5,3  | 3,2   | 1,2   | 5,5   |
| Rekord min. hőmérséklet (°C)                                            | −20,0 | −19,0 | −8,0 | −4,0 | −2,0 | 0,0  | 4,0  | 2,0  | −1,0  | −8,0 | −11,0 | −24,0 | −24,0 |
| Átl. csapadékmennyiség (mm)                                             | 175   | 138   | 127  | 85   | 69   | 38   | 14   | 16   | 33    | 83   | 196   | 199   | 1173  |
| Forrás: Nemzeti Óceán- és Légkörkutatási Hivatal és The Weather Channel |       |       |      |      |      |      |      |      |       |      |       |       |       |

#### Levegőminőség és allergének
Eugene a Willamette-völgy 500 millió dollárt hozó fűmagfarmjaihoz képest hátszélben található. A pollenek és a környező hegyek formái miatt a város az Egyesült Államok legmagasabb pollenkoncentrációjú területe (1500 db/m³). Ez néhány, a városban versenyző atlétánál problémákat okozott. 1972-ben az olimpiai próbafutamon Jim Ryunt helikopterrel vitték egy szakaszon, mert pollenallergiája volt. A hatszoros olimpiai bajnok Maria Mutola felhagyott a helyben gyakorlással azért, hogy elkerülje az allergiát.

## Népesség

### 2010
A 2010-es népszámláláskor a városnak 156 185 lakója, 66 419 háztartása és 33 953 családja volt. A népsűrűség 1 378,6 fő/km². A lakóegységek száma 66 951, sűrűségük 591 db/km². A lakosok 85,8%-a fehér, 1,4%-a afroamerikai, 1%-a indián, 4%-a ázsiai, 0,2%-a a csendes-óceáni szigetekről származik, 2,9%-a egyéb-, 4,7% pedig kettő vagy több etnikumú. A spanyol vagy latino származásúak aránya 7,8% (5,7% mexikói, 0,2% Puerto Ricó-i, 0,1% kubai, 1,8% pedig egyéb spanyol/latino származású).
A háztartások 22,4%-ában élt 18 évnél fiatalabb. 37,1% házas, 10% egyedülálló nő, 4% pedig egyedülálló férfi; 48,9% pedig nem család. 33,2% egyedül élt; 11,2%-uk 65 éves vagy idősebb. Egy háztartásban átlagosan 2,24 személy élt; a családok átlagmérete 2,85 fő.
A medián életkor 33,8 év volt. A város lakóinak 23,8%-a 18 évesnél fiatalabb, 13,2% 18 és 24 év közötti, 25,9%-uk 25 és 44 év közötti, 25,4%-uk 45 és 64 év közötti, 12,6%-uk pedig 65 éves vagy idősebb. A lakosok 48,9%-a férfi, 51,1%-uk pedig nő.

### 2000
A 2000-es népszámláláskor a városnak 137 893 lakója, 58 110 háztartása és 31 297 családja volt. A népsűrűség 1 217,2 fő/km². A lakóegységek száma 61 444, sűrűségük 542,4 db/km². A lakosok 88,1%-a fehér, 1,3%-a afroamerikai, 0,9%-a indián, 3,6%-a ázsiai, 0,2%-a a csendes-óceáni szigetekről származik, 2,2%-a egyéb-, 3,7% pedig kettő vagy több etnikumú. A spanyol vagy latino származásúak aránya 5% (3,4% mexikói, 0,2% Puerto Ricó-i, 0,1% kubai, 1,3% pedig egyéb spanyol/latino származású).
A háztartások 25,8%-ában élt 18 évnél fiatalabb. 40,6% házas, 9,7% egyedülálló nő; 46,1% pedig nem család. 31,7% egyedül élt; 9,4%-uk 65 éves vagy idősebb. Egy háztartásban átlagosan 2,27 személy élt; a családok átlagmérete 2,87 fő.
A város lakóinak 25%-a 18 évnél fiatalabb, 12,6%-a 18 és 24 év közötti, 28,4%-a 25 és 44 év közötti, 21,8%-a 45 és 64 év közötti, 12,1%-a pedig 65 éves vagy idősebb. A medián életkor 33 év volt. Minden 100 nőre 96 férfi jut; a 18 évnél idősebb nőknél ez az arány 94.
A háztartások medián bevétele 35 850 amerikai dollár, ez az érték családoknál $48 257. A férfiak medián keresete $35 549, míg a nőké $26 721. A város egy főre jutó bevétele (PCI) $21 315. A családok 8,7%-a, a teljes népesség 17,1%-a élt létminimum alatt; a 18 év alattiaknál ez a szám 14,8%, a 65 év felettieknél pedig 7,1%.

### Vallás
A város vallási felsőoktatási intézményei az Északnyugati Keresztény Egyetem és az Új Remény Keresztény Főiskola. Előbbi kapcsolatban áll a katolikus egyház Krisztus Tanítványai ágával. Az Új Remény Keresztény Főiskolát (korábban Eugene-i Bibliai Főiskola) az 1915-ös Bibliai Konferencián alapították. A konferencia a Nyilvános Bibliai Evangélikus Egyesülettel összeállva alapította meg 1932-ben a nyilvános bibliai egyházat. Az Eugene-i Bibliai Főiskolát Fred Hornshuh alapította a mozgalomból 1925-ben.
Két ortodox templom működik a városban: a történelmi Whiteaker kerületben lévő Csodatevő Szent János Ortodox Katolikus Templom és a Szent György Görögkatolikus templom.
A városban hat plébánia működik (Szűz Mária Katolikus Templom, Szent Júdás Katolikus Templom, Szent Márk Katolikus Templom, Szent Péter Katolikus Templom, Szent Pál Katolikus Templom és Szent Thomas More Katolikus Templom).
Eugene-ban működik egy ukrán katolikus templom Nativity of the Mother of God néven.
Számos protestáns templom is van itt, például az Oregoni Egyetem melletti Central Lutheran evangélikus templom, és a Feltámadás Episzkopális Temploma.
A környéken a mormonok is jelen vannak, három templommal és 23 gyülekezettel (osztályokkal és ágakkal). A legközelebbi mormon templom a Portland Oregon Templom.
Eugene-ban Jehova Tanúinak öt királyságterme van, mindegyikben több gyülekezettel.
A Reconstructionist Temple Beth Israel Eugene legnagyobb zsidó gyülekezeti helye. Évtizedekig a város egyetlen zsinagógája volt 1992-ig, amikor az ortodox tagok megalapították saját templomuk Congregation Ahavas Torah néven.
A városban körülbelül 140 szikh él, akik saját templomot építettek.
Az Unitárius Univerzalista Egyház 340 tagú gyülekezete megvásárolta és felújította az Eugene-i Skót Rítusok Templomát, ami 2012 szeptemberében kezdte meg működését.
Ez évben nyílt meg a korábbi Unitárius Univerzalista Templom helyén a Saraha Nyingma Buddhista Templom.

### Anarchizmus

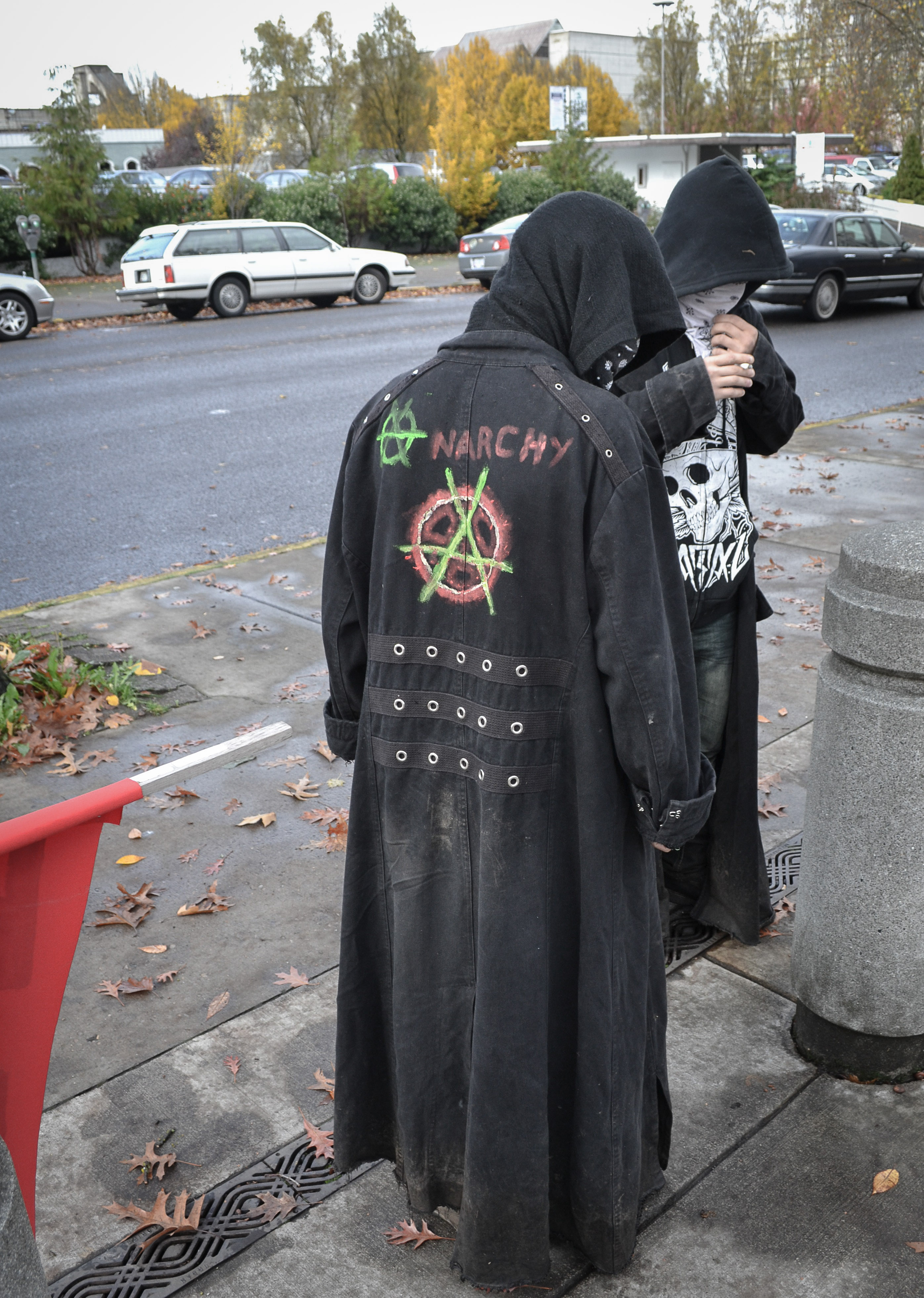
Az elfoglaló mozgalom résztvevői

Néhány eugene-i anarchista nagy figyelmet váltott ki a Kereskedelmi Világszervezet seattle-i konferenciáján történt véres események miatt. A mozgalom atyjának John Zerzant, a Green Anarchy magazin főszerkesztőjét tartják. 1999-ben több belvárosi utcát is eltorlaszoltak, három üzlet kirakatait betörték, a rendőrökre pedig köveket dobáltak. Az akkori polgármester, Jim Torrey Eugene-t „az anarchizmus USA-beli fővárosának” nevezte.
2006 januárjában az FBI Operation Backfire programjában tizenegy Earth Liberation Front tagot tartóztattak le. Ez volt az USA történetének legnagyobb ilyen rajtaütése. Az ökoterroristák perei alatt Eugene sokáig a figyelem középpontjában volt.

## Gazdaság
A legnagyobb foglalkoztatók az Oregoni Egyetem, a PeaceHealth Medical Group, Lane megye és az Eugene Iskolakerület. A város legnagyobb iparágai a faipar és a lakóautógyártás.
A Luckey's Club Cigar Store a város egyik legrégebbi bárja, melyet 1911-ben vásárolt meg Sr. Tad Luckey. A 19. század végéig Club Cigarként ismert helyet sokáig csak férfiak látogathatták. Túlélte mind a nagy gazdasági világválságot, mind pedig az alkoholtilalmat, részben azért, mert a városban tiltott volt az alkohol.
A munkavállalók tulajdonában lévő Bi-Mart és a családi vállalkozásként működő Market of Choice székhelye is Eugene-ban van. A North Bendben alapított Emporium Department Stores székhelye is itt volt, de 2002-ben minden üzletüket bezárták.
A biogyümölcsök és -zöldségek forgalmazásával foglalkozó Organically Grown Companyt nonprofit vállalkozásként farmerek alapították 1978-ban. További élelmiszeripari (köztük több bio) cégek a Yogi Tea, a Merry Hempsters, a Kesey család tulajdonában lévő, Nancy's Yogurtot gyártó Springfield Creamery és a Mountain Rose Herbs.
2008 júliusáig az SK Hynix gyártósort tartott fenn a város nyugati felén. 2009 szeptember végén a dél-koreai székhelyű Unichem napelemek gyártásához megvásárolta a területet. Az üzlet meghiúsult, és 2012 végén lemondtak róla.
Az Eclectic Products által gyártott Shoe Goo cipőjavító készletet Eugene-ban készítik.
Az Alan Scholz által 1978-ban, a szombati piaci vállalkozását fejlesztve alapított Burley Design LLC kerékpáros utánfutók gyártásával foglalkozik, továbbá itt készül a Green Gear Cycling által gyártott Bike Friday kerékpár is.
Több multinacionális cég (például Nike, Taco Time, Broderbund) is Eugene-ből indult.
2012-ben a város utolérte a Silicon Shire-t.

### Fő foglalkoztatók
A 2014-es adatok alapján a fő foglalkoztatók:
|    | Foglalkoztató             | Alkalmazottak |
| -- | ------------------------- | ------------- |
| 1  | Oregoni Egyetem           | 4 847         |
| 2  | PeaceHealth Medical Group | 4 212         |
| 3  | Lane megye                | 2 000         |
| 4  | Eugene Iskolakerület      | 1 900         |
| 5  | USA szövetségi kormánya   | 1 625         |
| 6  | Springfield Iskolakerület | 1 500         |
| 7  | Eugene                    | 1 347         |
| 8  | Lane Közösségi Főiskola   | 1 100         |
| 9  | Oregon                    | 1 100         |
| 10 | Walmart                   | 1 050         |

## Művészetek és kultúra
Eugene lakói között jelentős számú alternatív gondolkodású személy és hippi él. A hatvanas évektől kezdve Ken Kesey ellenkulturális nézetei jellemezték a város vibráló szociális életét. A The Merry Pranksterként ismert Kesey Eugene kitörölhetetlen kulturális ikonja lett. Ken Kesley leginkább a Száll a kakukk fészkére írójaként és Tom Wolfe Savpróba című fiktív regényének főszereplőjeként ismert.
2005-ben a képviselőtest a város mottóját egyhangúlag megváltoztatta; az új mottó: „World's Greatest City for the Arts & Outdoors” („A világ legnagyobb művészeti és szabadidős városa”). Egyesek szerint az új szlogen zavaró és nevetséges, ezért 2010 elején újra mottót cseréltek: „A Great City for the Arts & Outdoors” („A művészetek és szabadidő nagyvárosa”).
Április és november között szombatonként üzemel a Szombati Piac; mely 1970-ben az Egyesült Államokban elsőként nyitotta meg kapuit. Mellette található a belvárosi Lane megyei Farmerek Piaca, ahol kizárólag helyiek által készített kézműves termékeket lehet kapni. Hálaadás és újév között a helyi rendezvényközpont vásárterén működik ünnepi témájú vásárként.

### Közösség
Eugene híres „közösségi leleményességéről”. Számos társadalomfejlesztési ötlet innen származik. Az 1970-es években az Oregoni Egyetem „Az Oregoni Kísérlet” néven ismert fejlesztési tervei miatt számos diák- és tanártüntetés volt. Ugyanezzel a címmel megjelent az ezt az építészeti irányt leíró könyv is. A Christopher Alexander által kidolgozott módszert módosított változatban ma is használják; tevékenysége nagyban inspirálta a wiki létrejöttét is. A Design Patterns mozgalom inspirálta Alexandert az A Pattern Language könyv megírására és az extreme programming módszerének kifejlesztésére is. Az ezekhez köthető mérnöki módszerek a könyvekhez hasonlóan Eugene-ban jöttek létre. Évtizedekkel kiadása után az A Pattern Language még mindig a legkeresettebb városfejlesztési témájú könyv.
Az 1970-es években a városban számos kooperatív és közösségi projekt indult. Az ekkor nyílt bioélelmiszer-boltok közül több a mai napig működik. Az ország legrégebbi diákszövetségei közül több is itt található; az alternatív oktatási intézmények 1971 óta tartoznak a helyi iskolakerület fennhatósága alá. A vasútállomás mellett, a belvárosban található a régi termelői piac; ez az egyetlen ilyen az USA-ban, melynek nincsenek alkalmazottai. Eugene-ban ma is alakulnak nonprofit szervezetek: ilyenek például a Tango Center és a Center for Appropriate Transport. 2006-ban egy felhívás hatására a bérlők egy belváros-fejlesztő programot indítottak.
2003 őszén a helyiek elmondása szerint „a Barátságos Kerület program területén felhúzott igénytelen két hektáros gyümölcsöst” a tulajdonosa eladta egy New York-i lakosnak. Miután megtudták, hogy az új tulajdonos számos új épületet szeretne a telekre építeni, 2004 júniusában a környéken élők „Madison Meadow” néven nonprofit szervezetet alapítottak a terület megvásárlására, hogy megakadályozzák a munkálatokat. 2007-ben az Eugene Weekly a „harmadik legjobb közösségi kezdeményezésnek” nevezte a szervezet munkásságát. 2008-ra összegyűlt a szükséges pénz, így megvásárolták a területet.
A városban a kerületek közösségét összefogó program működik. Számos kerület ismert környezetbarát tevékenységéről. A program keretében egy meg nem épült utcában közösségi kertet hoztak létre; a város közterületein több ilyen is található. Amazon kerület a korábbi templomát közösségi központtá alakította át. Whiteakerben lakásmegosztó mozgalom működik; ez az 1970-es évekre nyúlik vissza, amikor a kerület parkolóit termőterületekké és játszóterekké alakították át. Jefferson Westwide kerületben egy ökofalu található, mely nem szokványos, teljes mértékben a természetben is megtalálható anyagokra alapul; ezen kívül egy nagyobb közösségi kertjük is van. River Road egy részén permakulturális központ jött létre, ahol kertekben felhasználható gyepet árulnak, esőgyűjtő berendezéseket és termőterületeket telepítenek, és a napenergia felhasználásán is dolgoznak. Több területen is a kocsibejárók megszüntetésével hoztak létre konyhakerteket. Egy 65 fából álló mogyoróligetet a város és számos önkéntes közös munkájával állítottak helyre. A kerületben több közösség- és gazdaságélénkítő program is zajlik.

### Évente megrendezett események
Február
- Asian Celebration:[49] Eugene és Springfield Ázsiai Tanácsának rendezvénye, melyet a megyei vásártéren rendeznek meg
- KLCC Microbrew Festival:[50] a nyugati parti kultúrában és a gazdaságban is jelentős szerepet betöltő kézműves sörök fesztiválja, melyet szintén a vásártéren rendeznek

Május
- Wildflower Festival:[51] a Mount Pisgah Arborétum fesztiválja
- Oregon Festival of American Music:[52] kora nyáron rendezett, a helyi zenéről szóló fesztivál

Július
- Art and the Vineyard:[53] július negyedike környékén, az Alton Baker Parkban rendezik; bevételeiből a Maude Kerns Art Centert finanszírozzák
- Oregon Bach Festival:[54] az Oregoni Egyetem fesztiválja[55]
- Oregon Country Fair:[56] nonprofit esemény Veneta mellett
- Lane County Fair:[57] a vásártéren rendezik

Augusztus
- Eugene/Springfield Pride Festival:[58] a helyi LMBTQI-közösség Alton Baker Parkban rendezett, délutántól este 7 óráig tartó fesztiválja; 1993 óta tartják

Szeptember
- Eugene Celebration:[59] a belvárosban augusztusban vagy szeptemberben rendezett háromnapos esemény, szépségversennyel; itt választják meg a csigakirálynőt, aki a város nem hivatalos nagykövete is

Október
- Mushroom Festival:[51] a Mount Pisgah Arborétum gombafesztiválja

### Múzeumok

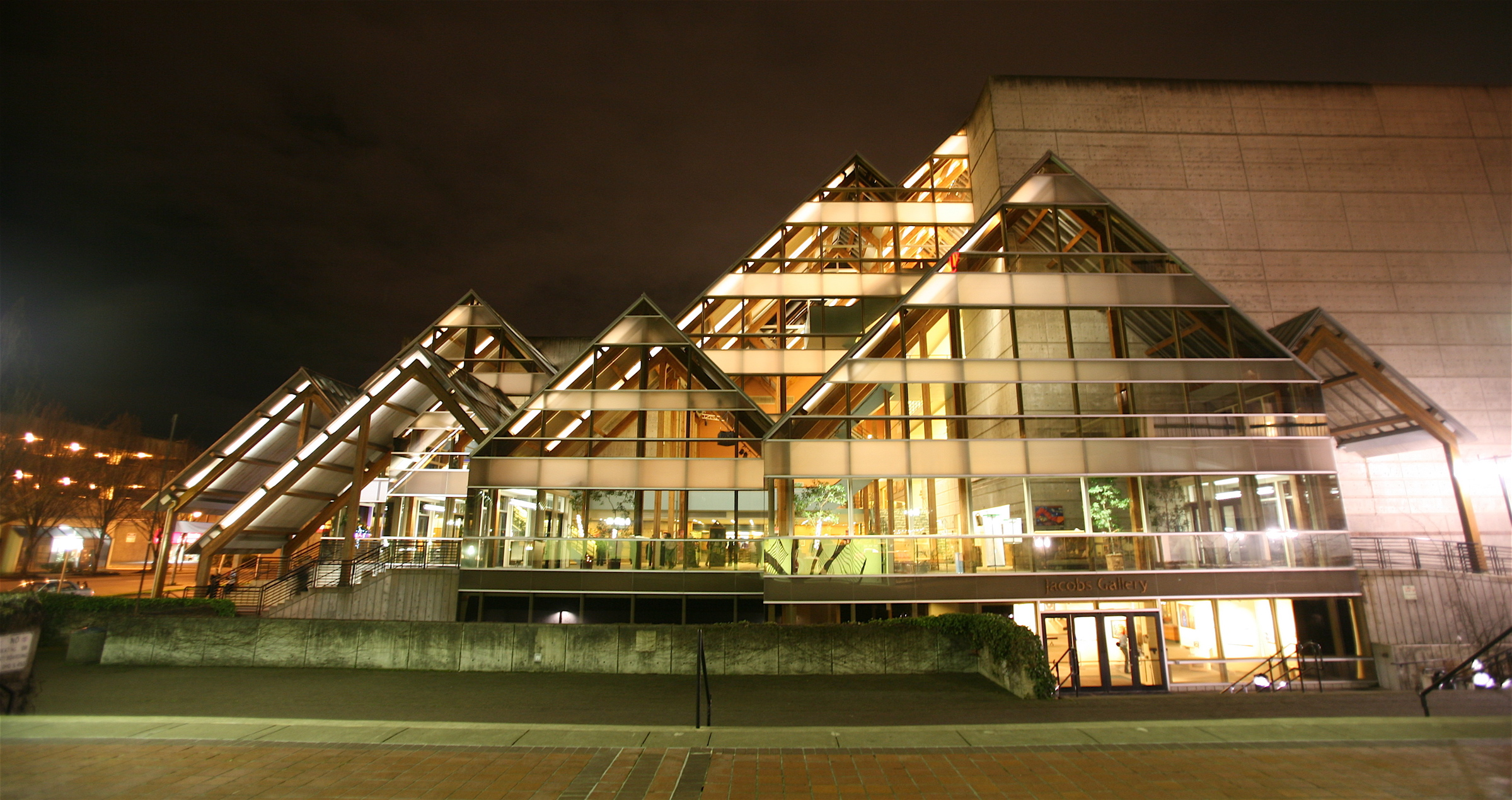
Hult Center for the Performing Arts

A város múzeumai közé tartozik az Oregoni Egyetem két múzeuma (Jordan Schnitzer Museum of Art és Museum of Natural and Cultural History), valamint az Oregon Air and Space Museum, Conger Street Clock Museum, Lane County Historical Museum, Maude Kerns Art Center, Shelton McMurphey Johnson House és Science Factory Children's Museum & Planetarium múzeumok.

### Előadóművészet
Eugene számos kulturális szerveződésnek (Eugene Symphony, Eugene Ballet, Eugene Opera, Eugene Concert Choir, Northwest Christian University Community Choir, Oregon Mozart Players, Oregon Bach Festival, Oregon Children's Choir, Eugene Youth Symphony, Ballet Fantastique és Oregon Festival of American Music) ad otthont. A fő rendezvényhelyek a Hult Center for the Performing Arts, a The John G. Shedd Institute for the Arts („The Shedd”), a Matthew Knight Arena, a Beall Concert Hall és az Oregoni Egyetem Erb Memorial Union bálterme, valamint a McDonald Theatre és a W.O.W. Hall.
A város több színházi csoportnak is helyt ad (Free Shakespeare in the Park, Oregon Contemporary Theatre, The Very Little Theatre, Actors Cabaret, LCC Theatre és a University Theatre). Mindegyik saját színházteremmel rendelkezik.

#### Zene
Egyetemváros jellegéből kifolyólag a város számos zenei stílusnak, zenésznek és zenekarnak ad otthont, a dance-től (például dubstep vagy drum and bass) a garázsrockon és hiphopon át a népzenéig és heavy metalig. Eugene-nak egyre növekvő reggae és utcákon játszott bluegrass és jugband közössége is van. A Cherry Poppin' Daddies együttes jelentős szerepet tölt be a város zenei életében; a W.O.W. Hall add nekik otthont. A kései 1990-es években a swing megújításáért létrejövő mozgalomban országos népszerűségre tettek szert. A Floater rockbanda és a Robert Cray bluesegyüttes is Eugene-ből származik. A heavy metal legismertebb helyi képviselője a YOB doom metal banda.
Eugene-ben él a Classical Glas kislemez szerzője, és kétszeres Grammy-díjas Mason Williams, aki gyerekkorát Oakridge-ben és Oklahoma államban töltötte. Williams zenekarával és a szerző, hangmérnök és egyetemi professzorral, Don Latarskival minden évben karácsonyi koncertet ad.
Az Oregon Festival of American Music Now Hear This! dzsesszfesztiválját Dick Hyman dzsessz zongorista és Woody Allen több filmjének zenei producere szervezi. A fesztival és a Hult Center gyakran nagyobb tehetségeket is megszerez egy-egy koncertre.
A városnak számottevő zimbabwei zenei közössége van, melynek a Kutsinhira Cultural Arts Center az otthona.

### Vizuális kultúra
Eugene művészeit több mint 20 magángaléria és számos szervezet (Maude Kerns Art Center, Lane Arts Council és Downtown Initiative for the Visual Arts), valamint a Hult Center's Jacobs Gallery és az Eugene Glass School is támogatja.
A városban évente megrendezett vizuális kultúrához köthető események a Mayor's Art Show és az Art and the Vineyard.

#### Film
Eugene gyakori filmes helyszín. Több hollywoodi filmben is szerepel, leghíresebb az 1975-ös Animal House, melyben nem csak Eugene, hanem a szomszédos Cottage Grove is szerepel. A forgatás idején, a Curtis Salgadoval való Eugene Hotel-beli találkozása után találta ki John Belushi a The Blues Brothers filmet.
Az Elliott Gould és Candice Bergen főszereplésével 1969-ben forgatott Getting Straight helyszíne a Lane Közösségi Főiskola. Mivel a campus ekkor még építés alatt állt, az „elfoglaló” jeleneteket könnyebb volt forgatni.
Jack Nicholson 1971-es Five Easy Pieces című filmjének éttermi jelenetét az Interstate 5 glenwoodi kereszteződése melletti Denny's Restaurantban forgatták. Nicholson Hajtsd, mondta című filmjét szintén a városban forgatták.
A Jane Curtin, Jessica Lange és Susan St. James szereplésével készült Hogyan legyünk milliomosok című filmet 1979 őszén itt forgatták. Több helyszín is felismerhető a filmben (például a Valley River Center (a cselekmény fontos eleme), a Skinner-tanúhegy, a Ya-Po-Ah Terrace és a Willamette-folyó valamint a River Road Hardware).
Számos atlétikai témájú filmet forgatnak itt. A Mariel Hemingway főszereplésével készült Personal Best című filmet 1982-ben a városban forgatták. A film az olimpiára kijutni próbáló atlétanőket mutat be. Steve Prefontaine életéről két filmet is készítettek, az 1997-es Prefontaine-t és az 1998-as Without Limitset. Ez utóbbi forgatókönyvét Kenny Moore és Prefontaine írta. A Prefontaine című filmet Washingtonban forgatták, mert a Without Limits gyártója egész nyárra kibérelte a Hayward Fieldet, hogy megakadályozzák más filmek forgatását a gyártás alatt. Moore írta meg Donald Sutherland segítségével a filmben szereplő Bill Bowerman életrajzát 20 évvel azután, hogy Sutherland szerepelt az Animal House-ban. Moore a Personal Bestben is játszott.
A 2003-as független film, a Stealing Time részben Eugene-ban forgott. A 2001-es Seattle International Film Festivali premierje idején Rennie's Landingnek hívták; a nevet az Oregoni Egyetem campusa melletti népszerű bárról kapta. A DVD-kiadás végül új címmel jelent meg.
A Zerophilia című 2006-os filmet szintén itt forgatták.

## Sport

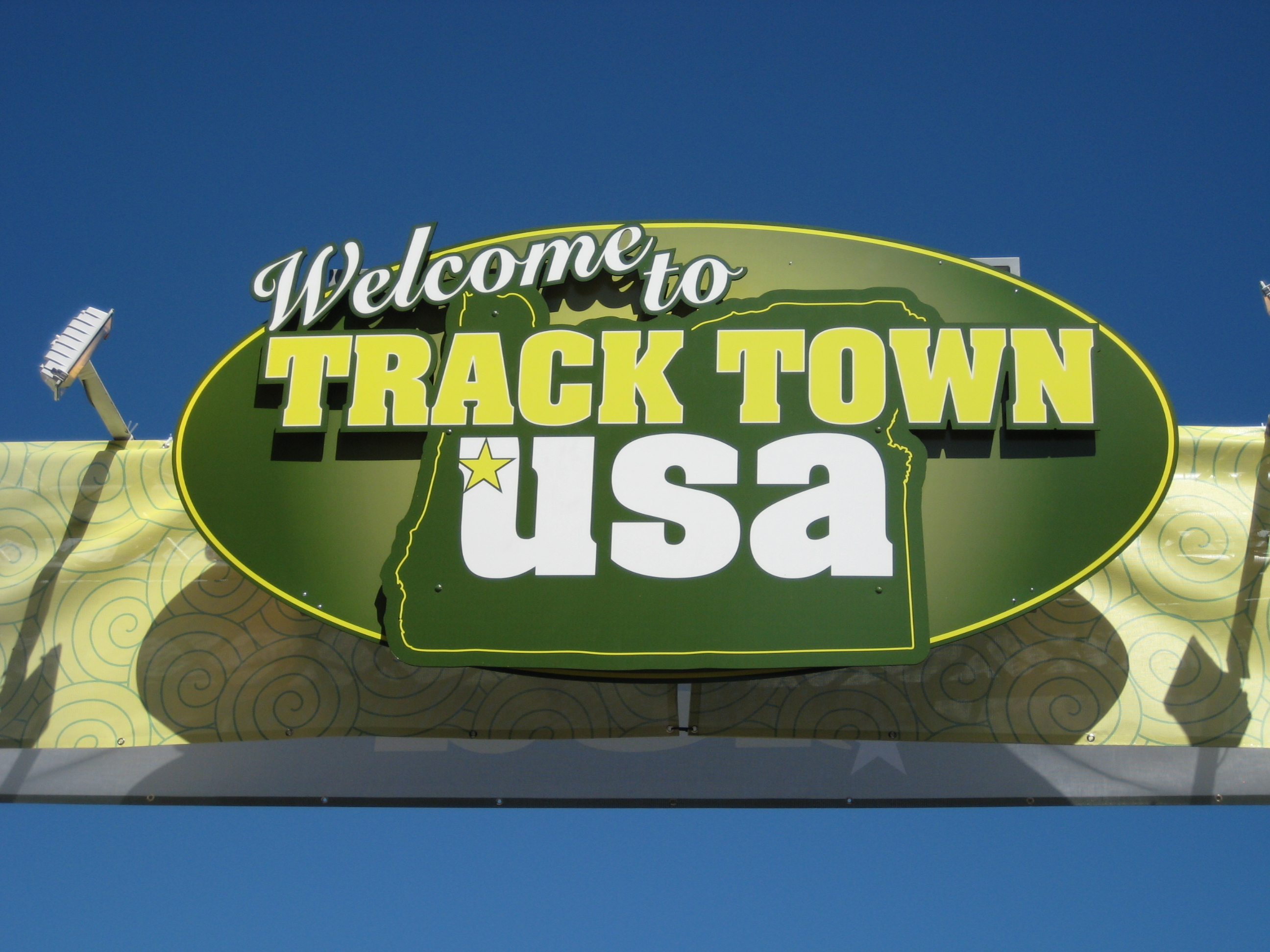
„Welcome to Track Town”

Az Oregon Ducks a Pac-12 Conference bajnokságban játszik. A városban népszerű az amerikaifutball, a három rivális csapat az Oregon Ducks mellett az Oregon State Beavers és a Washington Huskies. Az Oregon Ducks otthona az Autzen Stadion, mely 54 000, állóhelyekkel együtt 60 000 férőhelyes.
A McArthur Sportpálya kosárlabda-aréna 1926-ban épült; 2010-ben épült fel leváltására a Matthew Knight Aréna.
Eugene közel 40 éve a „világ atlétikai fővárosa”. Leghíresebb futója Steve Prefontaine, aki 1975-ben halt meg autóbalesetben.
A város futópályái a Pre's Trail az Alton Baker Parkban, a Rexius Trail, az Adidas, Oregon Trail és a Ridgeline Trail. Az Amerikai Egyesült Államokkal a joggingot Bill Bowerman, a „Jogging” című bestseller írója ismertette meg, aki Új-Zélandról hozta át a sportot; továbbá több évig az Oregoni Egyetem atlétikacsapatának edzője volt. Edzői pályafutása alatt csapata az NCAA 19 alkalmán 15-ön összesen 24 címet nyert. Az egyetemen eltöltött 24 éve alatt csapatai 16 alkalommal teljesítettek az NCAA tíz legjobbja között; négy alkalommal (1962, 1964, 1965, 1970) címvédők voltak, kétszer pedig másodikak lettek. Ezenfelül csapatai 114-20-as duális rekordot állítottak fel.
Bowerman a helyi futópályákhoz ideális rácsos cipőtalp feltalálója, és Phil Knight öregdiákkal a Nike társalapítója. A város rendelkezik az Államok legkiterjedtebb futópályáival. A város több futócsapattal rendelkezik. Az éghajlat hűvös és mérsékelt, azaz futáshoz ideális. Itt található az Oregoni Egyetem Hayward Field pályája, melyen számos egyetemi és amatőr futóversenyt rendeznek; a legismertebb a Prefontaine Classic. Itt rendezték meg a 2004-es AAU Junior olimpiai játékokat, az 1989-es atlétikai mesterbajnokságot, az 1998-as mesterbajnokság futóversenyeit, a 2006-os Pacific-10 futóbajnokságot, valamint az 1971-es, 1975-ös, 1986-os, 1993-as, 1999-es, 2001-es, 2009-es és 2011-es nemzeti futóbajnokságot, és az 1972-es, 1976-os, 1980-as, 2008-as, 2012-es és 2016-os olimpiai kvalifikációs versenyeket.
2015. április 16-án a Nemzetközi Atlétikai Szövetség bejelentette, hogy Eugene rendezheti a 2021-es atlétikai világbajnokságot. A város korábban a 2019-es esemény megrendezési jogára is pályázott, de azt elvesztette a katari Dohával szemben.
Eugene-ben játszik a mellékági A osztályú Eugene Emeralds kosárcsapat is. A csapat az Oregoni Egyetem csapatának is otthont adó PK Parkban játssza meccseit.
1998 és 2008 között minden évben (kivéve 2001-ben, a WTC elleni támadások miatt) megrendezték a Nationwide Tour Oregon Classic golfbajnokságát. A bajnokság 20 legjobbja részt vehetett a rákövetkező évben megrendezett PGA Touron.
A helyi Lane County Ice Centerben játszik a 8 csapatot (melyek Oregon és Washington államból származnak) magában foglaló, a Northern Pacific Hockey League-ben játszó Tier 3-as A osztályú Eugene Jr. Generals.
A város csapatai:
| Csapat                                 | Sportág                                                                                          | Alapítva | Bajnokság                                                                       | Stadion                                                   |
| -------------------------------------- | ------------------------------------------------------------------------------------------------ | -------- | ------------------------------------------------------------------------------- | --------------------------------------------------------- |
| Oregon Ducks                           | amerikai futball kosárlabda atlétika golf tenisz baseball ultimate lacrosse jégkorong labdarúgás | 1876     | Pac-12 Conference                                                               | Autzen Stadium Matthew Knight Arena PK Park Hayward Field |
| Northwest Christian University Beacons | kosárlabda atlétika hosszútávfutás labdarúgás röplabda                                           | 1895     | National Association of Intercollegiate Athletics Cascade Collegiate Conference | Morse Event Center                                        |
| New Hope Christian College Deacons     | kosárlabda labdarúgás röplabda                                                                   | 1925     | —                                                                               | Rexius Event Center                                       |
| Eugene Emeralds                        | baseball                                                                                         | 1955     | Northwest League                                                                | PK Park                                                   |
| Lane Community College Titans          | kosárlabda atlétika labdarúgás baseball                                                          | 1965     | Northwest Athletic Association of Community Colleges                            | Lane Community College                                    |
| Eugene Gentlemen                       | rögbi                                                                                            | 1973     | Pacific Northwest Rugby Football Union                                          | —                                                         |
| Eugene Chargers                        | kosárlabda                                                                                       | 2006     | International Basketball League                                                 | Morse Event Center                                        |
| Eugene Generals                        | jégkorong                                                                                        | 2005     | Northern Pacific Hockey League                                                  | Lane County Ice Center                                    |
| Lane United FC                         | labdarúgás                                                                                       | 2013     | USL Premier Development League                                                  | Willamalane Center                                        |

## Parkok és pihenés

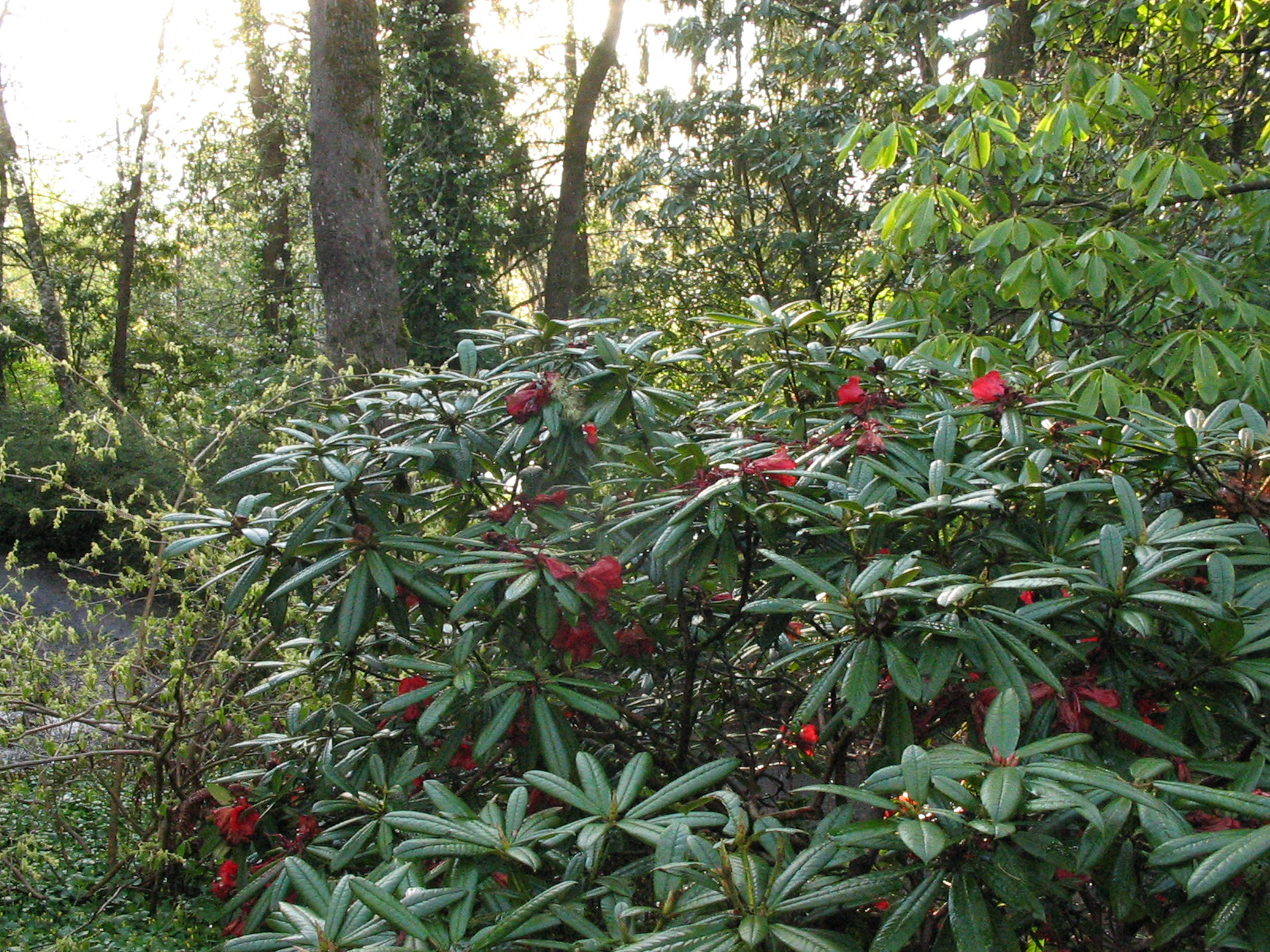
A Hendricks Park

A Spencer Butte Parkból lehet megközelíteni a város domborzatának meghatározó pontját, a Spencer-tanúhegyet. A belváros keleti részén lévő Hendricks Park havasszépe-kertjéről és Steve Prefontaine-emlékművéről híres. A hosszútávfutó a Pre's-sziklánál a falnak ütközött, és beszorult; mire a mentősök kiérkeztek, halott volt.
A Willamette-folyó mellett található az Alton Baker Park, és a Pre's-ösvény. Mellette fekszik az Owen Emlékkert, 400 fajból származó több mint 4 500 rózsájával és látványosságnak számító 150 éves fekete tatár cseresznyefájával.
A város önkormányzatának tulajdonában van egy, a városban található erdő. Az Oregoni Egyetem területe arborétum, több mint 500 fafajjal. A város számos, a déli részen elhelyezkedő mászóösvényt is üzemeltet. Néhányon kerékpárral is lehet közlekedni, míg a többit hegymászóknak és futóknak tartják fenn.
A várostól egy órányi autóútra található a Willamette Pass síparadicsom. Az arra haladó 58-as út mellett fekszik a Willamette-erdő, ahol számos pihenőhely, tó, bicikliút, termálvíz és vízesés található.

## Városvezetés
1944 óta a város működéséért, fejlesztéséért egy fizetett városmenedzser felel, ezzel lecserélve a napról-napra élő testületi modellt. A város és a menedzser kapcsolata teszi a várost dinamikussá; ez a kapcsolat gyakran vitás.
A jelenlegi polgármester 2005 óta Kitty Piercy. Korábbi polgármesterek: Edwin Cone (1958–69), Les Anderson (1969–77) Gus Keller (1977–84), Brian Obie (1985–88), Jeff Miller (1989–92), Ruth Bascom (1993–96) és Jim Torrey (1997–2004).
A városmenedzser 2008 áprilisa óta Jon Ruiz. Eddig tíz ember töltötte be ezt a pozíciót: Deane Seeger (1945–49), Oren King (1949–53), Robert Finlayson (1953–59), Hugh McKinley (1959–75), Charles Henry (1975–80), Mike Gleason (1981–96), Vicki Elmer (1996–98), Jim Johnson (1998–2002), Dennis Taylor (2002–2007) és Angel Jones (2007–2008).

### Képviselőtestület
- Polgármester: Kitty Piercy
- Képviselők: George Brown, Betty Taylor, Alan Zelenka, George Poling, Mike Clark, Greg Evans, Claire Syrett, Chris Pryor[75]

### Biztonság
A rendfenntartásért és a közbiztonságért a Eugene Police Department felel. A megyei seriff székhelye szintén itt található. Az Oregoni Egyetemnek saját rendfenntartó ereje van, illetve az EPD egy kirendeltséget tart fenn a West University kerületben, a campushoz közel. A Lane Közösségi Főiskola is rendelkezik saját közbiztonságért felelős szervvel. A város környéki vidékért az állami rendőrség felel. A tömegközlekedés biztonságát a G4S biztosítja.
A városháza épületét 2012-ben túl nagy mérete, és a drága fenntartás miatt kiürítették. Az addig ott lévő szervek és hivatalok nyolc másik épületben kaptak helyet.

## Oktatás

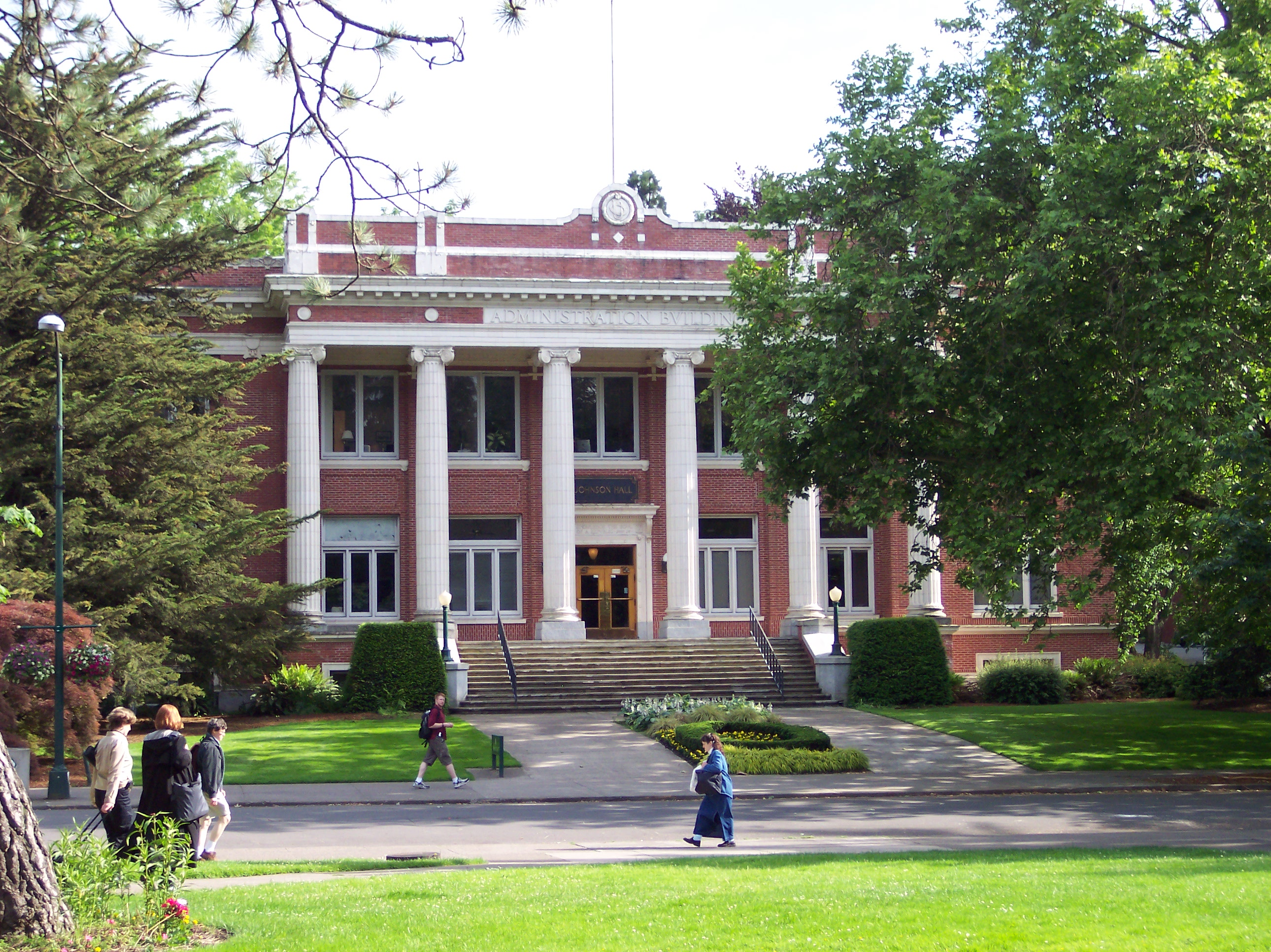
Az Oregoni Egyetem Johnson épülete

Eugene-ban helyezkedik el az Oregoni Egyetem; ezenkívül itt található még a Bushnell Egyetem, a Lane Közösségi Főiskola, az Új Remény Keresztény Főiskola, a Gutenberg Főiskola és a Pacific University eugene-i campusa.

### Iskolák
Az Eugene Iskolakerületnek négy gimnáziuma (Winston Churchill-, North Eugene-, Sheldon- és North Eugene High School), valamint számos nemzetközi- és magániskolája van. Idegen nyelvként spanyolt, franciát és japánt tanítanak.
A Bethel Iskolakerület a város északnyugati szélén lévő Bethel kerületet szolgálja ki. Itt található a Willamette High School és az alternatív oktatási rendben működő Kalapuya High School. A kerületnek összesen 11 iskolája van.
Számos magániskola is található a városban, például a Eugene Waldorf School, az Outdoor High School, a Eugene Montessori, a Far Horizon Montessori, a Eugene Sudbury School, a Wellsprings Friends School, az Oak Hill School, és a The Little French School.
A városban egyházi fenntartású iskolák is működnek (Marist Catholic High School, O'Hara Catholic Elementary School és St. Paul Parish School).

### Könyvtárak

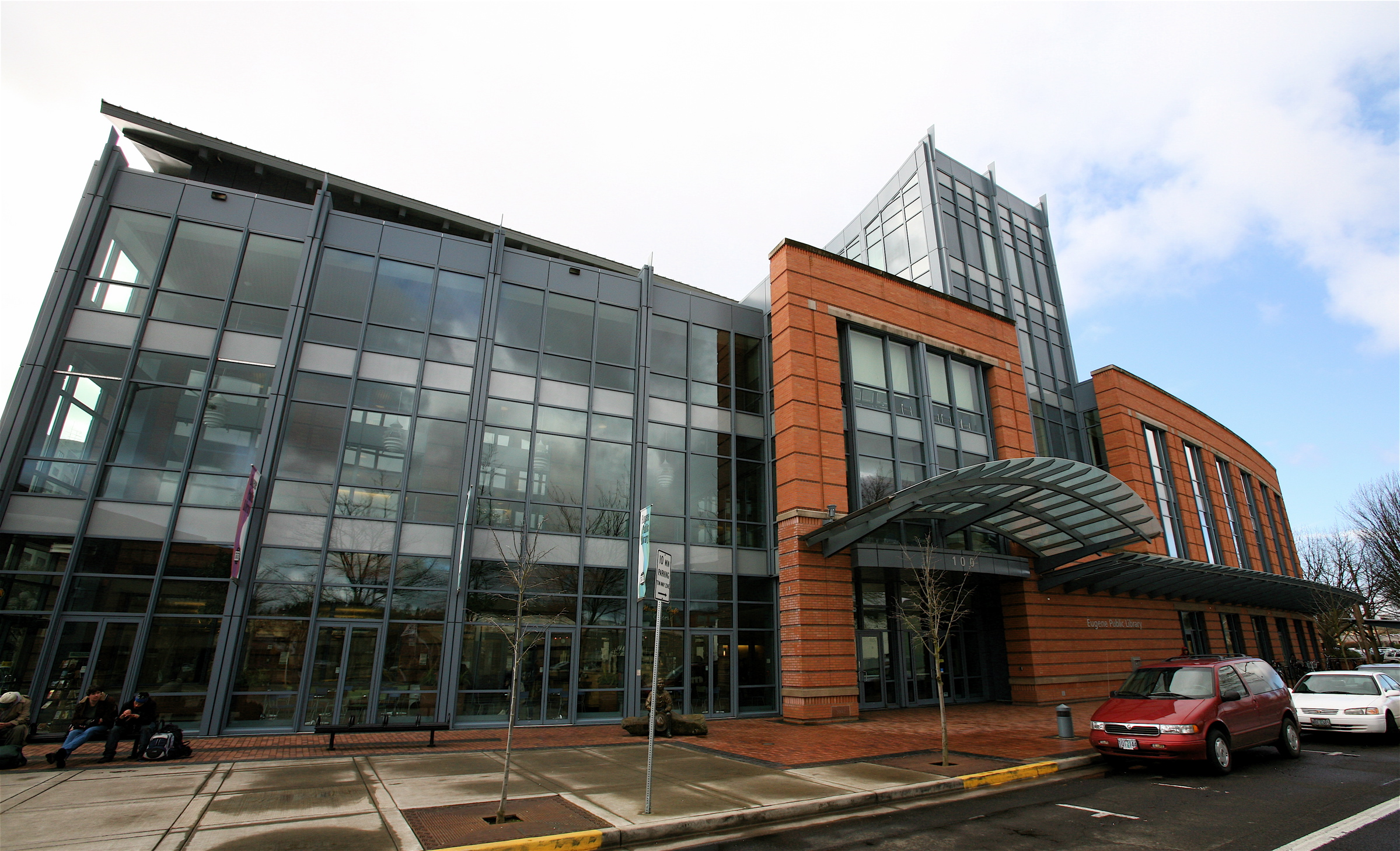
Eugene-i Közkönyvtár

Itt található Oregon legnagyobb könyvtára, az Oregoni Egyetem Királyi Könyvtára, több mint hárommillió kötettel, és százezer médiafájllal. Az Eugene-i Közkönyvtár 2002-ben költözött új, belvárosi épületébe. A négy szintes épület 12 100 m², míg a korábbi 3 500 m² volt. A könyvtárnak két telephelye is van, a Cal Young/Sheldon kerületi Sheldoni Könyvtár, és a Bethelben található Betheli Könyvtár. Ezeken kívül a városban helyezkedik el még a Lane megyei Jogi Könyvtár.

## Média

### Újságok

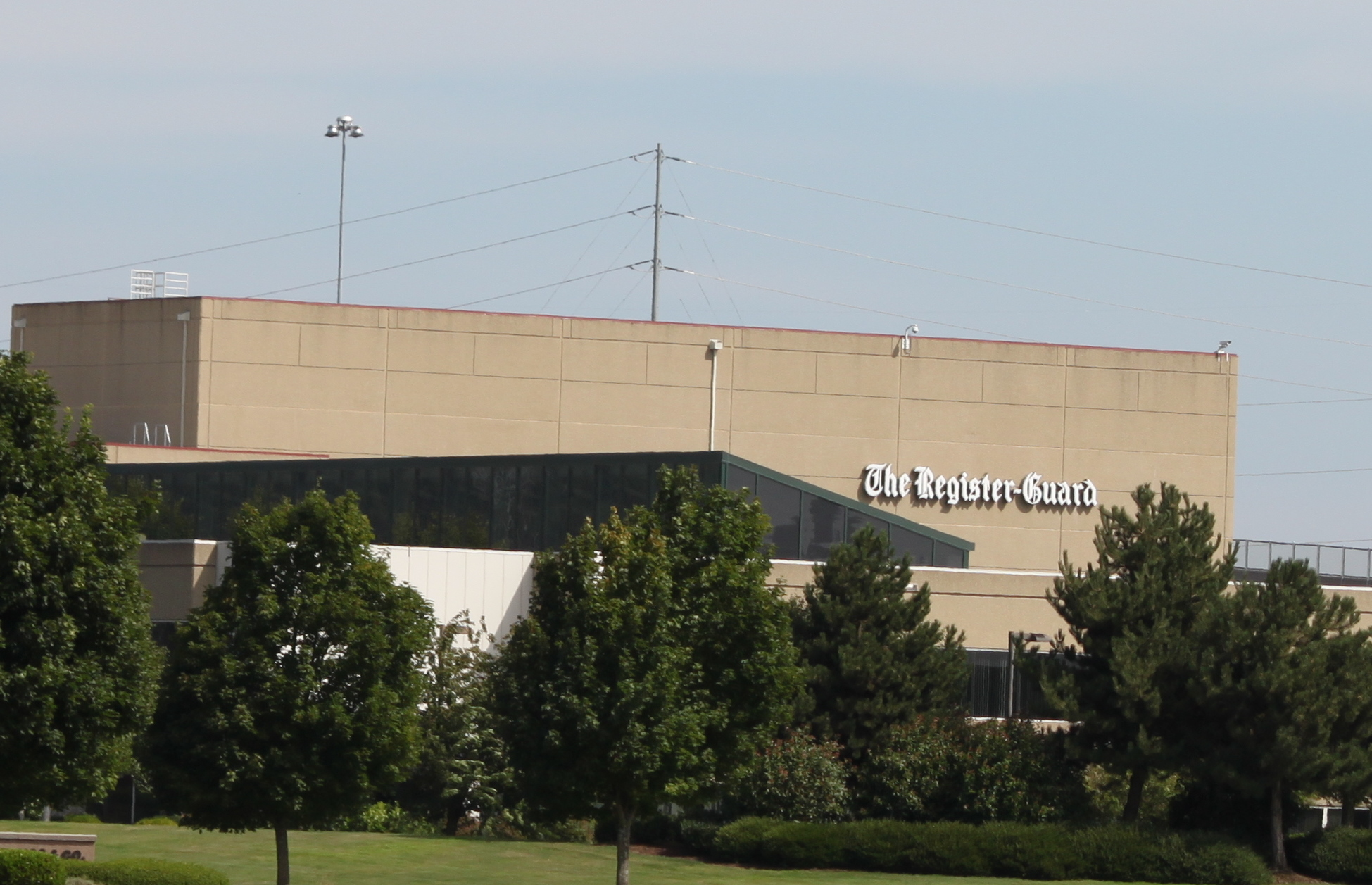
A The Register-Guard napilap székháza

A várost kiszolgáló legnagyobb újság a 70 ezres példányszámú The Register-Guard napilap, melyet a Baker család terjeszt. További újságok a Eugene Weekly, valamint számos egyetemi lap (Emerald – Oregoni Egyetem, The Torch – Lane Közösségi Főiskola, Ignite – Új Remény Keresztény Főiskola és Mishpat – Északnyugati Keresztény Egyetem) is. A városban megjelenő magazinok a Eugene Magazine, a Lifestyle Quarterly, a Eugene Living, és a Sustainable Home and Garden. Az Adelante Latino a teljes Lane megyét kiszolgáló spanyol nyelvű lap.

### Televízióadók
A városban több csatorna is befogható:
| Hívójel | Csatorna | Tulajdonos |
| ------- | -------- | ---------- |
| KEZI    | 9        | ABC        |
| KVAL    | 13       | CBS        |
| KMTR    | 16       | NBC        |
| KEVU-CD | 23       | független  |
| KEPB    | 28       | PBS        |
| KLSR    | 34       | Fox        |
| KTVC    | 36       | független  |
| KHWB-LD | 38       | TBN        |

### Rádióadók
| Középhullám (AM) | Középhullám (AM) | Középhullám (AM) | Középhullám (AM)           | Középhullám (AM)                |
| Hívójel          | Frekvencia (kHz) | Város            | Tematika                   | Tulajdonos                      |
| ---------------- | ---------------- | ---------------- | -------------------------- | ------------------------------- |
| KOAC             | 550              | Corvallis        | Hírek, beszélgetős műsorok | Oregon Public Broadcasting      |
| KUGN             | 590              | Eugene           | Hírek, beszélgetős műsorok | Cumulus                         |
| KXOR             | 660              | Junction City    | spanyol vallási            | Zion Media                      |
| KKNX             | 840              | Eugene           | 70-es, 80-as évek zenéi    | Willamette Media Group          |
| KORE             | 1050             | Springfield      | katolikus                  | Support Christian Radio         |
| KPNW             | 1120             | Eugene           | Hírek, beszélgetős műsorok | Bicostal Media                  |
| KRVM             | 1280             | Eugene           | Hírek, beszélgetős műsorok | Eugene Iskolakerület            |
| KSCR             | 1320             | Eugene           | üzleti                     | Cumulus                         |
| KNND             | 1440             | Cottage Grove    | 70-es, 80-as évek zenéi    | Swartzberg Communications, Inc. |
| KLZS             | 1450             | Eugene           | humor                      | Eugene Comedy Radio             |
| KOPB             | 1600             | Eugene           | Hírek, beszélgetős műsorok | Oregon Public Broadcasting      |

| Ultrarövidhullám (FM) | Ultrarövidhullám (FM) | Ultrarövidhullám (FM) | Ultrarövidhullám (FM)               | Ultrarövidhullám (FM)        |
| Hívójel               | Frekvencia (MHz)      | Város                 | Tematika                            | Tulajdonos                   |
| --------------------- | --------------------- | --------------------- | ----------------------------------- | ---------------------------- |
| KWWA                  | 88,1                  | Eugene                | egyetemi                            | Oregoni Egyetem              |
| KPIJ                  | 88,5                  | Junction City         | katolikus                           | Calvary Chapel               |
| KQFE                  | 88,9                  | Springfield           | katolikus                           | Family Radio                 |
| KLCC                  | 89,7                  | Eugene                | Hírek, beszélgetős műsorok, dzsessz | Lane Közösségi Főiskola      |
| KWAX                  | 91,1                  | Eugene                | klasszikus zene                     | Oregoni Egyetem              |
| KRVM                  | 91,9                  | Eugene                | Adult Album Alternative             | Eugene Iskolakerület         |
| KKNU                  | 93,3                  | Springfield           | country                             | McKenzie River Broadcasting  |
| KMGE                  | 94,5                  | Eugene                | felnőtt kortárs                     | McKenzie River Broadcasting  |
| KUJZ                  | 95,3                  | Creswell              | sport                               | Cumulus                      |
| KZEL                  | 96,1                  | Eugene                | klasszikus rock                     | Cumulus                      |
| KODZ                  | 99,1                  | Eugene                | egykori toplistás számok            | Cumulus                      |
| KRKT                  | 99,9                  | Albany                | country                             | Bicoastal Media              |
| KMME                  | 100,5                 | Cottage Grove         | katolikus                           | Catholic Radio Northwest     |
| KFLY                  | 101,5                 | Corvallis             | aktív rock                          | Bicoastal Media              |
| KEHK                  | 102,3                 | Brownsville           | toplistás felnőtt kortárs           | Cumulus                      |
| KNRQ                  | 103,7                 | Eugene                | alternatív rock                     | Cumulus                      |
| KDUK                  | 104,7                 | Florence              | kortárs 40-es toplista              | Bicostal Media               |
| KEUG                  | 105,5                 | Veneta                | felnőtt toplistás                   | McKenzie River Broadcasting  |
| KLOO                  | 106,3                 | Corvallis             | klasszikus rock                     | Bicoastal Media              |
| KLVU                  | 107,1                 | Sweet Home            | kortárs katolikus zene              | Educational Media Foundation |
| KHPE                  | 107,9                 | Albany                | kortárs katolikus zene              | Extra Mile Media             |

## Infrastruktúra

### Közlekedés

#### Busz

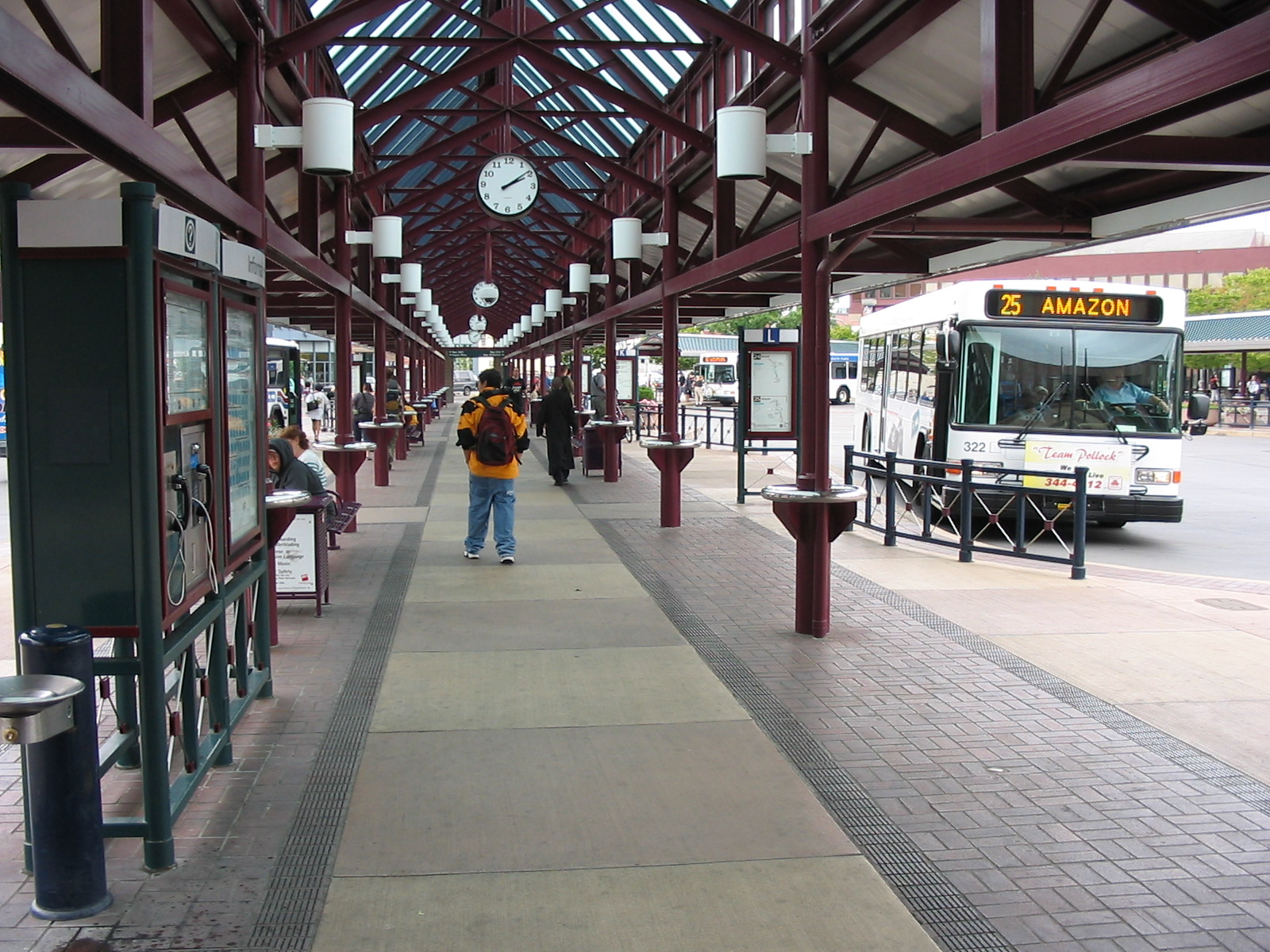
A helyi autóbusz-pályaudvar

Az 1970-ben alapított Lane Transport District Lane megye 620 km²-én, köztük Creswellen, Cottage Grove-ban, Junction Cityben, Venetában és Blue Riveren nyújt szolgáltatást. A csúcsidőben több mint 90 busza közlekedik; az éves utasforgalom 3,7 millió fő. Eugene és Springfield között egy BRT rendszert (Emerald Express – emX), és külön mozgássérülteket szállító kisbuszokat is működtet. Elsődleges állomása a helyi Eugene Station.

#### Kerékpár

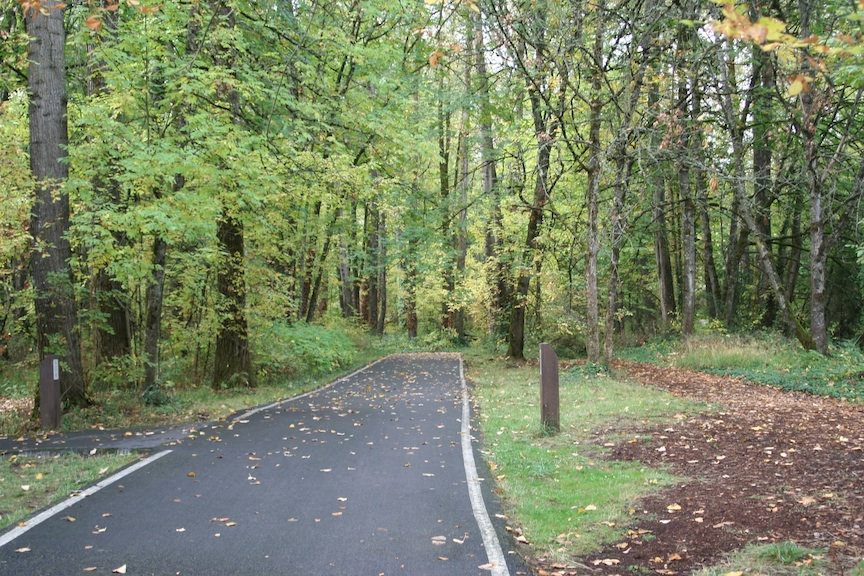
A North Bank kerékpárút

A kerékpár a város egyik közkedvelt közlekedési formája. A fesztiválok és események idején felállított kerékpártárolókban gyakran 300, vagy akár több kerékpárt is elhelyeznek egyszerre. Több kerékpáros szaküzlet is van a városban. A Willamette-folyó és az Oregoni Egyetem között kiépítettek egy kerékpárutat is.
2009-ben a várost az Amerikai Kerékpáros Klub tízes „aranylistáján” az első helyre sorolta a bicikliseket segítő fejlesztései miatt. 2010-ben a Bycycling magazin az USA 5. leginkább kerékpáros-barát városának választotta. A Népszámlálási Hivatal 2011-es felmérése szerint a városlakók 7,3%-a biciklivel közlekedik; ez az ötödik legmagasabb arány a 65 000 főnél népesebb városok körében, és a nemzeti átlag (0,56%) 13-szorosa.

#### Vasút
Az Amtrak 1908-ban épült helyi állomását 2004-ben helyreállították; az állomás az Amtrak Cascades napi két járatának déli végállomása, valamint a naponta közlekedő Coast Starlight közbenső megállója.

#### Légi közlekedés
A várost az Eugene repülőtér (más néven Mahlon Sweet kifutópálya) szolgálja ki; ez az északnyugati terület ötödik, és Oregon második legnagyobb reptere. Eugene agglomerációjában számos magánrepülőtér, valamint helikopterek által használható repülőtér (például a Sacred Heart Medical Center Heliport és a Mahlon Sweet Field Heliport), és helikopter-leszállóhely is működik.

#### Autópályák
A Eugene-nél elhaladó autópályák:
- Interstate 5: a város keleti határán, Eugene és Springfield között helyezkedik el. Északi irányban a Willamette-völgy és Portland felé halad; déli irányban Roseburg és Medford, valamint az állam délnyugati határa felé. Továbbhaladva észak felé az út a Blaine / Vancouver- (Kanada), dél felé pedig a San Diego / Tijuana (Mexikó) határátkelőhöz vezet.
- Route 126 (Officer Chris Kilcullen Memorial Highway): a korlátozott forgalmú Eugene-Springfield autópálya mellett halad. Az eugene-i szakasz az Interstate 5-től indulva nyugati irányban halad, és 3 km-re egy másik autópálya-felhajtónál ér véget. Az út ezen szakaszát Intersate 105-ként jelölik. Az út nyugat felé egy szakaszon egyesül a Route 99-cel, és végül Florence-nél ér véget; kelet felé pedig a vasutat keresztezve közép- és kelet-Oregonba ér.
- Route 569 (Randy Papé Beltline): a város északi és nyugati széle közötti elkerülőút.
- Delta Highway: az Interstate 105 és Route 569 közötti összekötőút.
- Route 99: az Intersate 5-től délen elválva, azzal párhuzamosan halad. Az út kilátást nyújt a nyugati partra és a Willamette-völgy farmjaira.

### Közművek
Eugene víz- és villamosenergia-szolgáltatója a Eugene Water & Electric Board, Oregon legnagyobb közszolgáltatója. A cég a 20. században a talajvízbe szivárgott hastífusz baktérium okozta járvány óta működik. Az önkormányzat megvonta a magán-vízszolgáltató engedélyét, majd a Willamette- és McKenzie-folyókat is hasznosítani kezdte. A szivattyúkhoz az áramot az EWEB szolgáltatta. A közvilágítást vízi erőművekkel oldották meg.
A gázt az NW Natural szolgáltatja.
A hulladékkezelést a Eugene, Springfield és Lane megye közötti együttműködés keretében létrejött Metropolitan Wastewater Management Commission biztosítja.

### Egészségügy
A Eugene-Springfield területet három kórház szolgálja ki, melyből egy (Sacred Heart Medical Center University District) Eugene-ban, kettő (McKenzie-Willamette Medical Center és Sacred Heart Medical Center at RiverBend) pedig Springfieldben található. Az Oregon Medical Group és a PeaceHealth Medical Group számos klinikát működtet a városban. A White Bird Clinic olcsó szolgáltatásokat nyújt. A Volunteers in Medicine Clinic alacsonyabb jövedelműeknek nyújt ingyenes egészségügyi és mentális ellátást.

## Híres személyek
Számos futballista (Todd Christensen, Quintin Mikell, Kailee Wong, Alex Brink és Chris Miller), kosárlabdajátékos (Danny Ainge és Luke Jackson) valamint atléta (Mary Decker, Marla Runyan, Alberto Salazar és Steve Prefontaine) származik a városból. Ashton Eaton tízpróbázó a városi Oregon Track Club profijai közt versenyzik.
Több szenátor (Wayne Morse és Paul Martin Simon) valamint kongresszusi tag (Jim Weaver és Peter DeFazio) és Walter Mondale alelnök felesége, Joan Mondale is itt született.
A városban született még Ken Kesey író, Phil Knight, a Nike társalapítója, valamint a második világháború során nyolcezer embert megmentő Eugene Lazowski, Mickey Loomis, a New Orleans Saints menedzsere és Stanley Glen Love asztronauta. Egy ideig L. Ron Hubbard, a Szcientológia Egyház alapítója is itt élt.
Két énekes–dalszövegíró, Mat Kearney és Tim Hardin is itt nőtt fel. Utóbbi If I Were a Carpenter és Reason to Believe dalairól híres.

## Testvérvárosok
- Katmandu, Nepál
- Irkutszk, Oroszország
- Kakegawa, Japán
- Csindzsuszi, Dél-Korea

## Fordítás
Ez a szócikk részben vagy egészben  az   Eugene, Oregon című angol Wikipédia-szócikk ezen változatának fordításán alapul.  Az eredeti cikk szerkesztőit annak laptörténete sorolja fel. Ez a jelzés csupán a megfogalmazás eredetét és a szerzői jogokat jelzi, nem szolgál a cikkben szereplő információk forrásmegjelöléseként.